# Skalka (okres Hodonín)
Skalka je obec v okrese Hodonín v Jihomoravském kraji, 7 km severovýchodně od Kyjova na Skaleckém potoku. Žije zde 150 obyvatel. Obec se dělí na pět částí: Dědina, Pod Skalú, Drahy, Za Humny a Za Kaplí.
Název obce je odvozen od pískovcové skály s nadmořskou výškou 308 m n. m. Od roku 2000 je členem mikroregionu Podchřibí. Ve znaku je vlevo nahoře hrozen na zeleném poli, vpravo dole bílá skála na modrém poli (symbolizující Skalecký potok).
Jedná se o vinařskou obec ve  Slovácké vinařské podoblast (viniční tratě: Pod polem, Skalecká hora, Čtvrtky, Nadskalí).

## Historie
První písemná zmínka o obci pochází z roku 1318, kdy Jan Lucemburský potvrdil její držení Janovi z Hradce. Z něj přešla Skalka do majetku olomouckého biskupství, které ji udělovalo jako léno.
V roce 1957 na místě obecní stodoly v části Za Kaplí byla postavena budova obecního úřadu, později i požární zbrojnice. Roku 2001 byla budova rekonstruována a umístěna do ní i obecní knihovna a místnost pro kulturní akce v obci. Plyn byl do obce zaveden v roce 1989 a v letech 1994–1996 vodovod.
Skalka patří do ježovské farnosti kyjovského děkanátu.

## Samospráva
Zastupitelstvo obce má 5 členů. Voleb do zastupitelstva v září 2022 se účastnilo 104 (tj. 74,29 %) voličů.
Starostkou obce  byla zvolena Lenka Kůřilová, místostarostou Štěpán Lupač.
Obec náleží do senátního obvodu č. 79 - Hodonín. Do roku 1960 patřila do okresu Kyjov.
| Rok  | Počet obyvatel | Počet domů |
| ---- | -------------- | ---------- |
| 1869 | 329            | 70         |
| 1880 | 324            | 75         |
| 1890 | 336            | 74         |
| 1900 | 367            | 77         |
| 1910 | 361            | 77         |
| 1921 | 339            | 75         |
| 1930 | 354            | 76         |
| 1950 | 282            | 77         |
| 1961 | 309            | 74         |
| 1970 | 287            | 72         |
| 1980 | 245            | 67         |
| 1991 | 211            | 75         |
| 2001 | 210            | 76         |

## Obyvatelstvo
Při sčítání lidu v roce 2001 se 91,9 % obyvatel přihlásilo k české národnosti, 8,1 % k moravské. 62,4 % se hlásilo k Římskokatolické církvi, 31 % bylo bez vyznání, u 6,2 % nezjištěno a 0,5 % se hlásilo k jinému neurčenému vyznání. Průměrný věk byl 41 let.

## Doprava
Skalkou prochází autobusová linka č. 729666 z Kyjova do Osvětiman. V roce 2013 ze dvou autobusových zastávek v obci jezdilo do Kyjova 15 přímých spojů v pracovní dny a 8 spojů přes víkend. Z Kyjova je přímé železniční spojení s Brnem po trati č. 340 (tzv. Vlárská dráha). Obcí vede silnice III/4227 z Ježova do Vřesovic.

## Pamětihodnosti
- Kaple sv. Josefa z roku 1897 byla postavena na památku 50. výročí panování Františka Josefa I. V roce 1907 byla vysvěcena děkanem Josefem Brázdilem. V letech 1983 a 1984 byla opravována. Původně měla věž ve tvaru osmibokého jehlanu a později cibulovitou báň. V roce 2001 byl zbourán sousední dům č. 17 a okolí kaple se vydláždilo. Rekonstrukce interiéru proběhla v roce 2005.
- Litinový kříž z roku 1862 před obecním úřadem
- Sochy Sedmibolestné Panny Marie a sv. Jana Nepomuckého z roku 1889 od manželů Heršových
- Pískovcový kříž se sv. Rodinou, sv. Aloisem a sv. Antonínem Paduánským z roku 1907 od manželů Františka a Antonie Hlaváčových
- Tzv. „Sukopův kříž“ od manželů Josefa a Anny Sukopových z roku 1907
- Pomník obětem druhé světové války z roku 1968
- Přírodní památka Hošťálka východně od obce je chráněné území z důvodu výskytu koniklece velkokvětého.
- Areál sklepů drobných vinařů zvaný Drahy. V kolonii převažuji sklepy s přízemními lisovnami.

## Fotogalerie

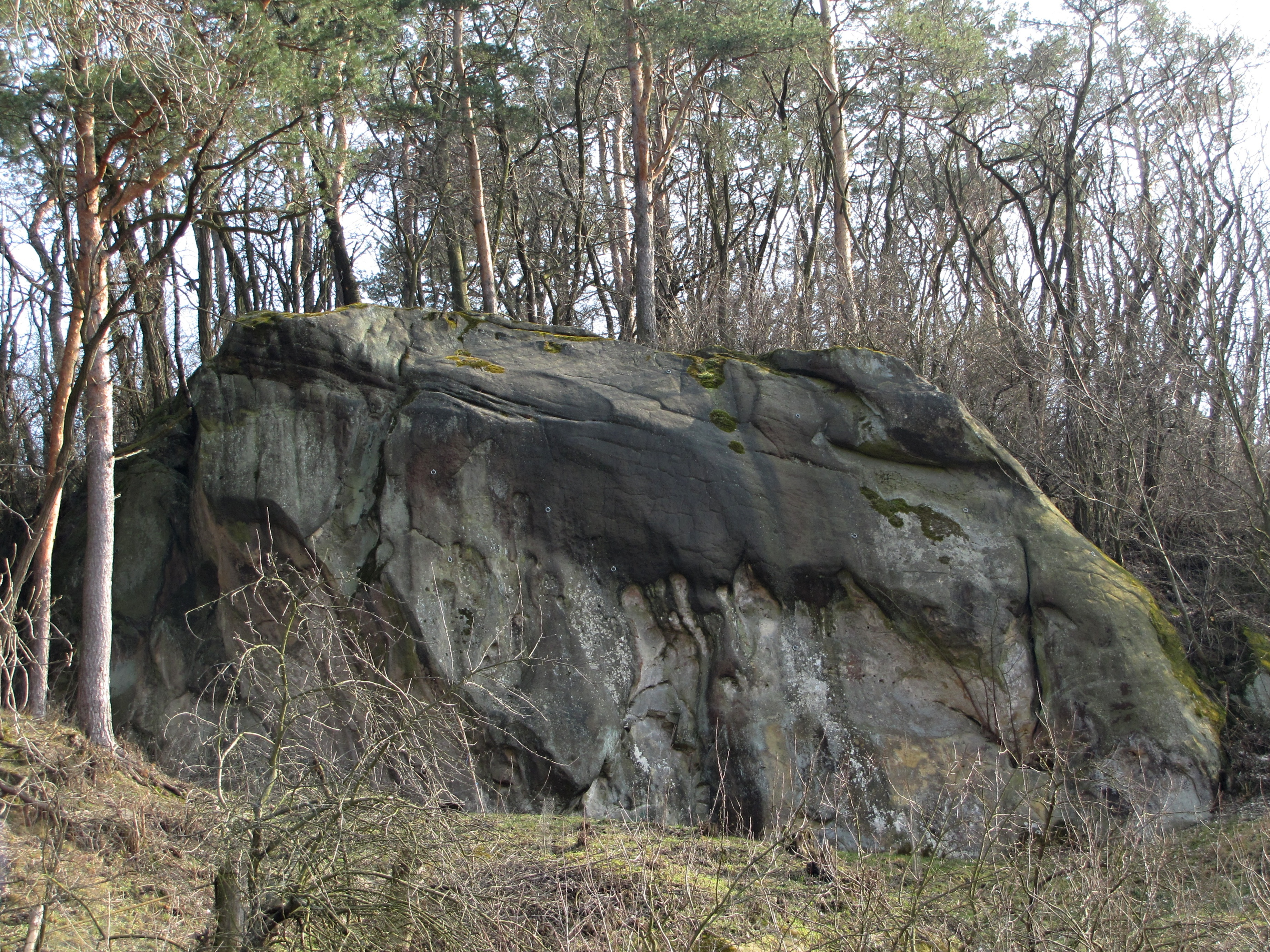
Pískovcová skála, po které je obec pojmenována
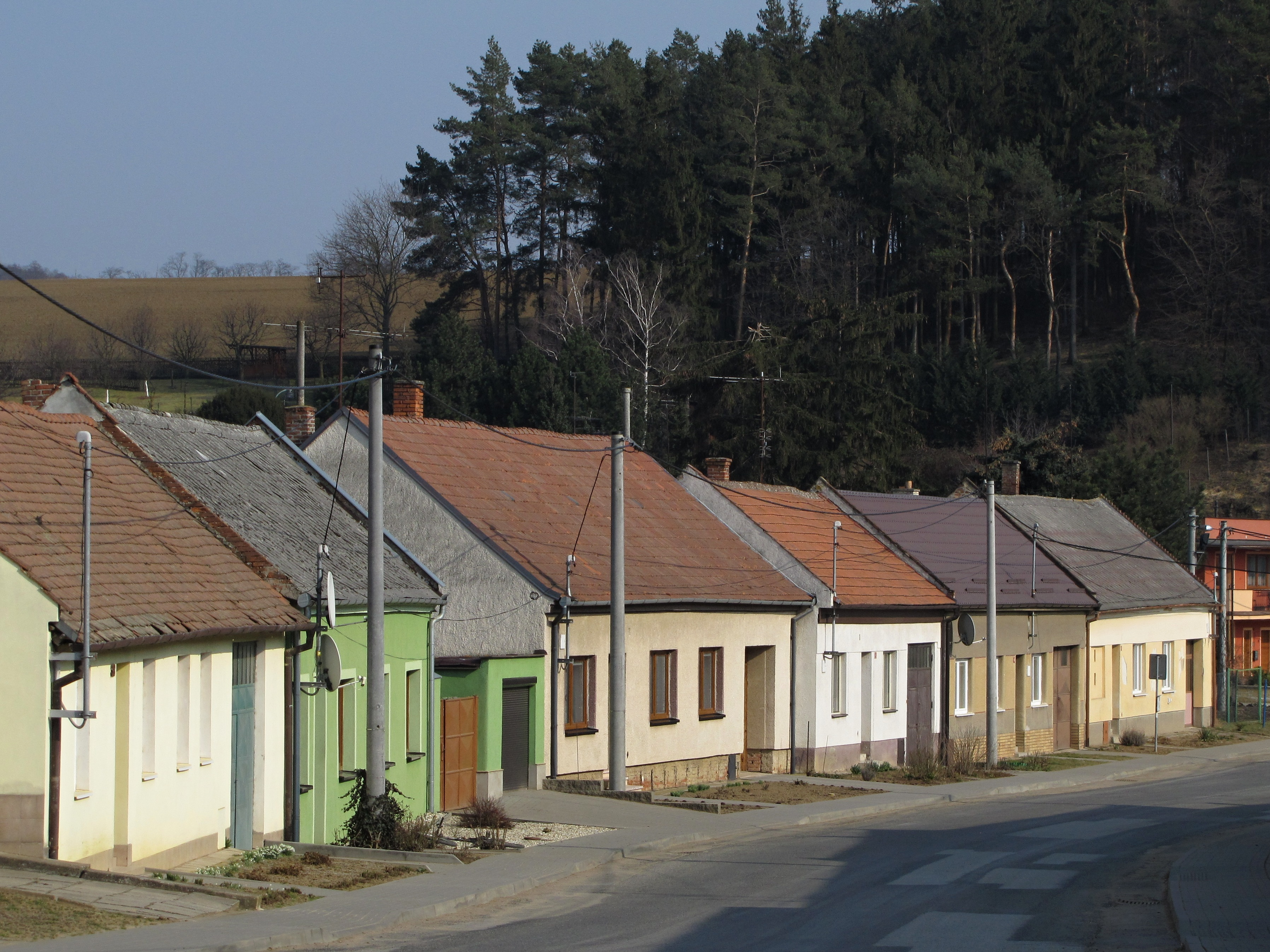
Hlavní ulice
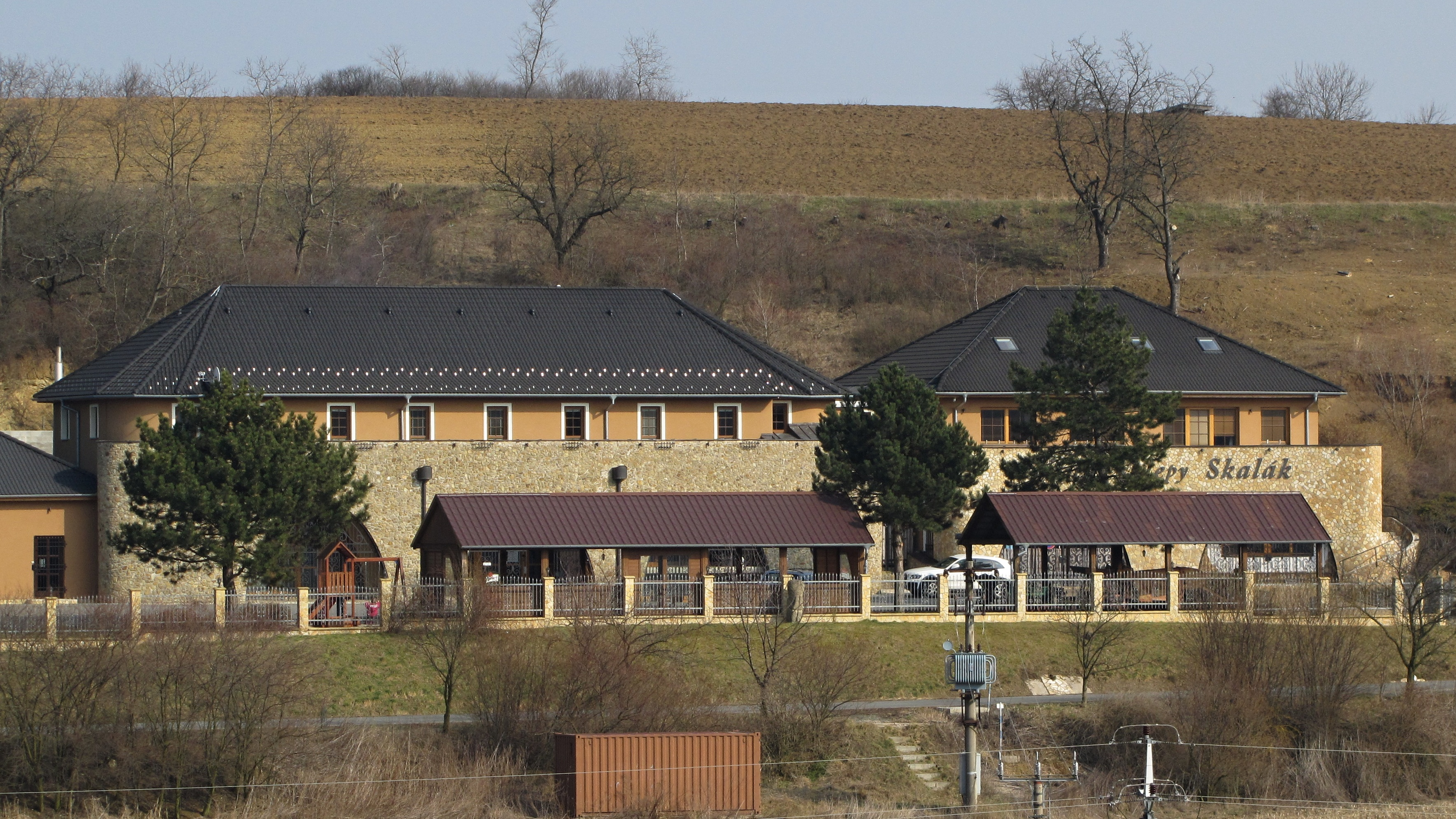
Vinné sklepy Skalák